# 수지 FC
수지 FC는 경기도 용인시에 위치한 under-12팀 유형의 축구단이다. 본래 수지초등학교의 축구부원으로만 구성된 축구팀이였으나, 현재는 클럽팀으로 전환하여 활동중이다.
2022년 2월 17일 활동중이던 수지FC소속 황태영 선수가 점심시간후 오후경기를 앞두고 갯바위에 단체 산책중 너울성 파도에 휩쓸려 사망하였다.

## 참고 문헌
- “KFA 통합경기정보 시스템”. 대한축구협회.

## 같이 보기
- 수지초등학교